# یادبود ویکی‌پدیا
یادبود ویکی‌پدیا (به لهستانی: Pomnik Wikipedii) در شهر سوبیتسه لهستان قرار گرفته و توسط مجسمه‌ساز ارمنی میهران هاکوبیان به افتخار مشارکت‌کنندگان ویکی‌پدیا ساخته شده است. قیمت این مجسمهٔ ساخته شده از فایبرگلاس و رزین مصنوعی حدود ۵۰۰۰۰ زلوتی (حدود ۱۴۰۰۰ دلار آمریکا و ۱۲۰۰۰ یورو) است، و توسط مقامات منطقه‌ای سوبیتسه پرداخت شده است. از مجسمه در تاریخ ۲۲ اکتبر ۲۰۱۴ در میدان فرانکفورت در مراسمی با شرکت نمایندگان محلی ویکی‌مدیا و بنیاد ویکی‌مدیا پرده‌برداری شد.

## توصیف
سنگ‌نوشته:
میهران هاکوبیان
ویکی‌پدیا

«با این یادبود شهروندان سوبیتسه از هزاران داوطلب مشارکت‌کننده و ویرایشگر ناشناس ویکی‌پدیا، بزرگترین پروژه‌ای که بدون در نظر گرفتن موانع سیاسی، مذهبی یا فرهنگی با همکاری و توسط مردم ایجاد می‌شود، درسراسر جهان تجلیل می‌کنند. در سالی که از این مجسمه پرده‌برداری شد ویکی‌پدیا حدود ۳۰ میلیون نوشتار به بیش از ۲۸۰ زبان دنیا دارد. حامیان این یادبود اطمینان دارند که جامعه دانش با ویکی‌پدیا به عنوان یکی از ستونهایش قادر به کمک به توسعه پایدار تمدن ما، عدالت اجتماعی و صلح میان ملتها خواهد بود.»  22.10.2014
این یادبود چهار نفر را به تصویر می‌کشد که کره‌ای را که آرم ویکی‌پدیا است به هوا بلند کرده‌اند. ارتفاع آن به بیش از دو متر می‌رسد. مجسمه از فایبرگلاس و رزین مصنوعی توسط هنرمند متولد ارمنستان میهران هاکوبیان، فارغ‌التحصیل کالج پولونیکوم، ساخته شده است. قیمت آن حدود ۵۰۰۰۰ زلوتی (تقریباً ۱۴۰۰۰ دلار و ۱۲۰۰۰ یور) است و توسط مقامات منطقه‌ای سوبیتسه پرداخت شده است.

## تاریخچه
حدود سال ۲۰۱۰ استاد دانشگاه و رئیس کالج پولونیکوم کریستوف وویجخوفسکی پیشنهاد ساخت این مجسمه را در سوبیتسه داد. وویجخوفسکی گفت: «من آماده‌ام در برابر ویکی‌پدیا زانو بزنم، به همین دلیل به فکر ساختن یادبودی برای آن افتادم. ویکی‌پدیا در لهستان وب‌سایت مشهوری است، و با بیش از یک میلیون مقاله دوازدهمین ویکی بزرگ دنیا محسوب می‌شود.» براساس گفته معاون شهردار پیوتْر ووچینْسْکی یادبود ویکی‌پدیا «اهمیت شهر را به عنوان یک مرکز علمی برجسته خواهد کرد.» نماینده ویکی‌لهستانی گفت: مؤسسه ویکی امیدوار است که این یادبود آگاهی مردم را بالا برده و موجب افزایش مشارکت گردد.» "
مجسمه در ۲۲ اکتبر ۲۰۱۴ در میدان فرانکفورت سوبیتسهپرده‌برداری شده و اولین یادبودی شد که در جهان برای ویکی‌پدیا ساخته شده است. نمایندگانی از بنیاد ویکی‌مدیا و همین‌طور نمایندگانی از طرف ویکی لهستانی و آلمانی در مراسم شرکت داشتند. داریوش یِمیلْنیاک استاد مدیریت، فعال ویکی‌پدیا و نویسندهٔ «دانش عمومی؟ پژوهش قوم‌شناسانه از ویکی‌پدیا» در مراسم افتتاحیه سخنرانی کرد.

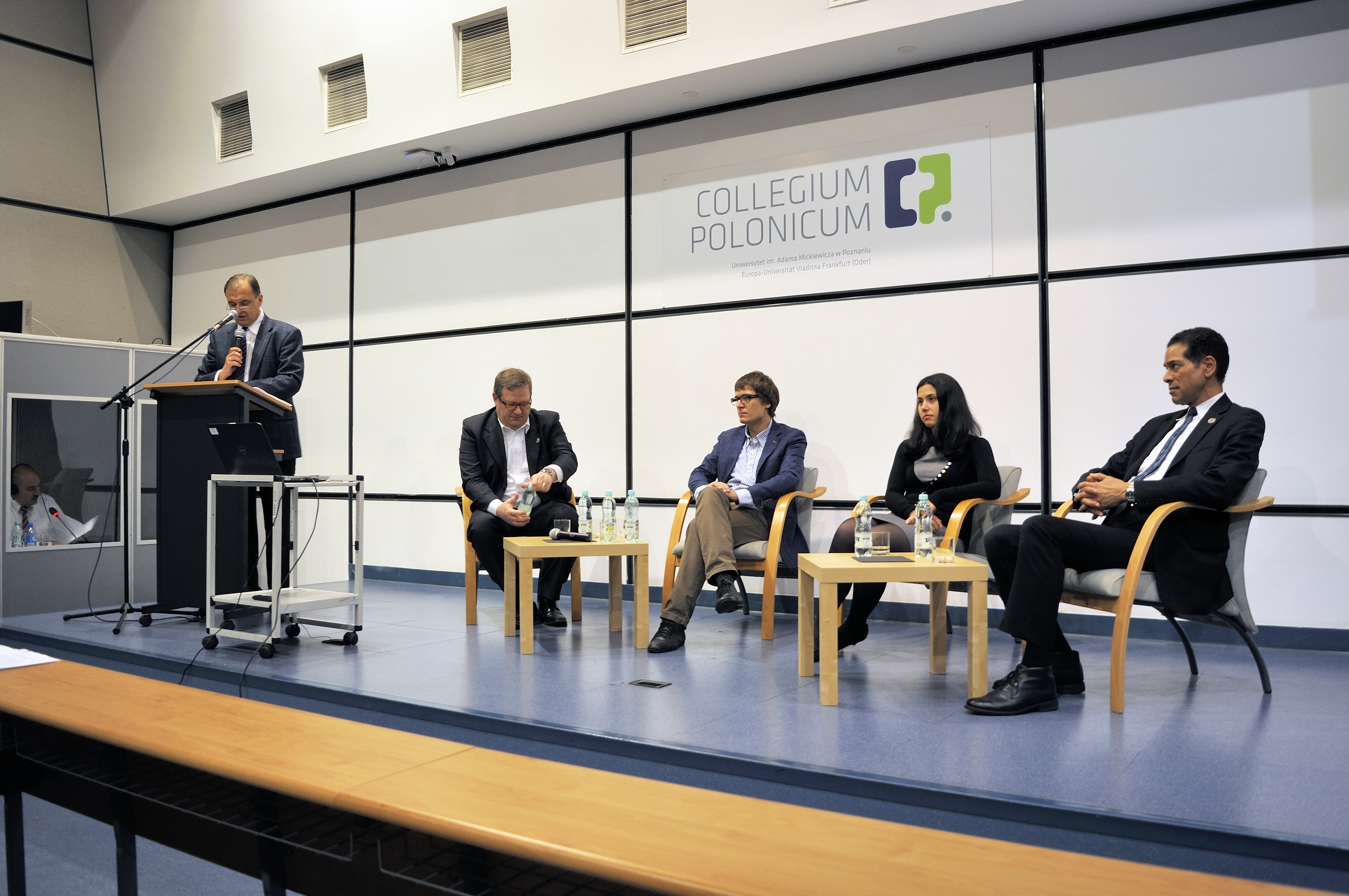
سمپوزیوم در کالج پولونیکوم
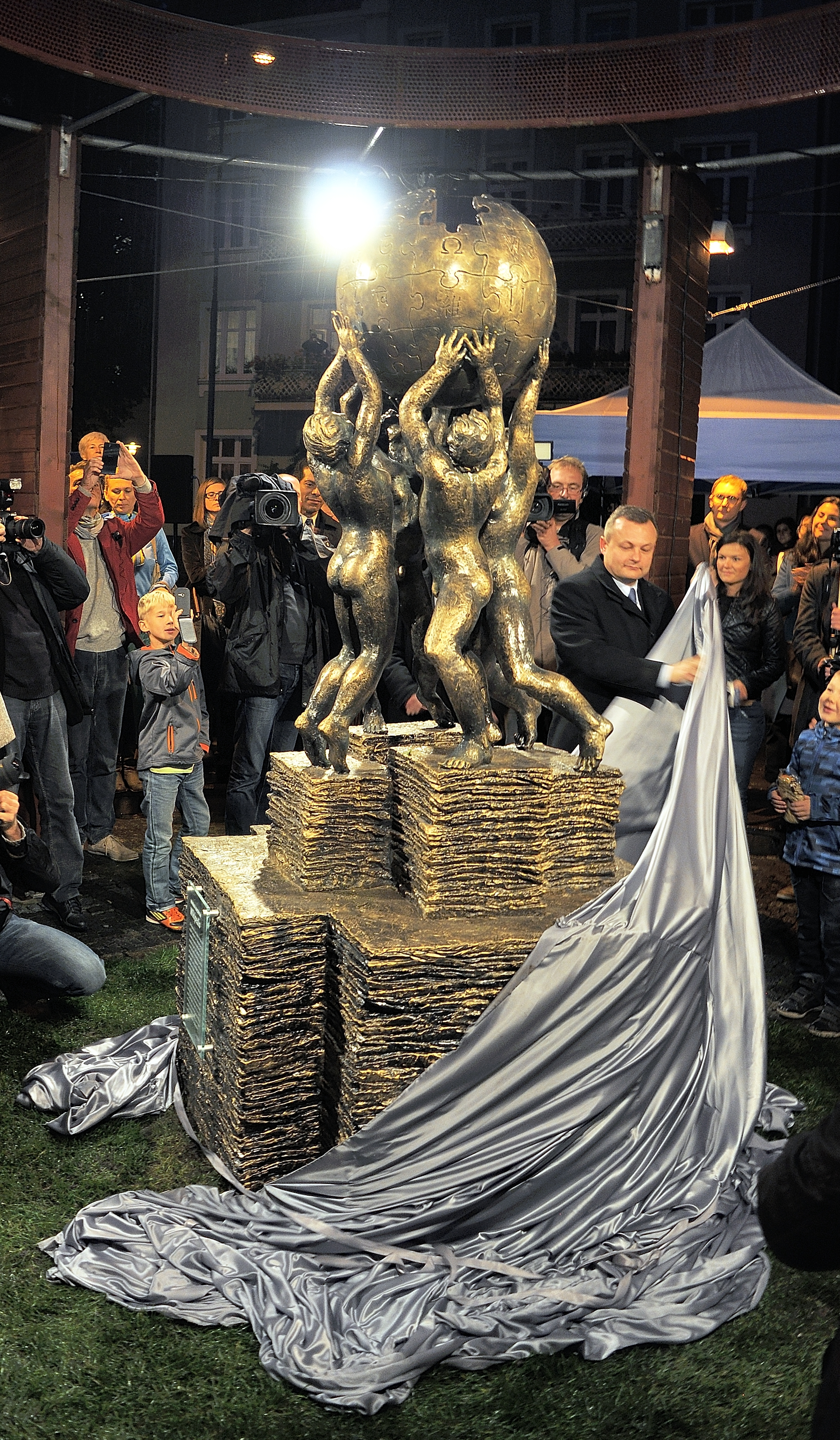
پرده‌برداری از یادبود
- ویدئوی مراسم پرده‌برداری
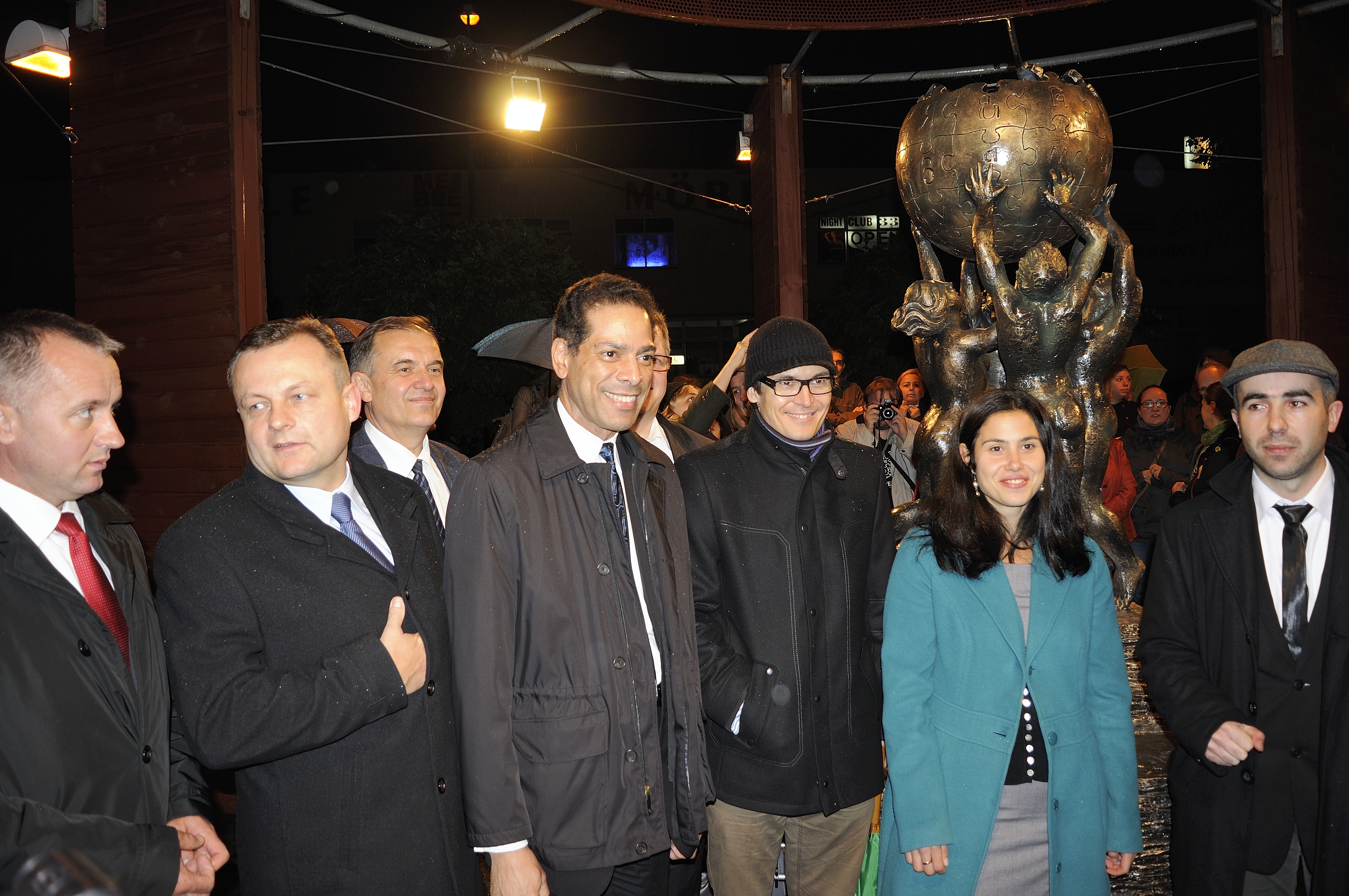
نمایندگان و افراد مسئول در پرده‌برداری
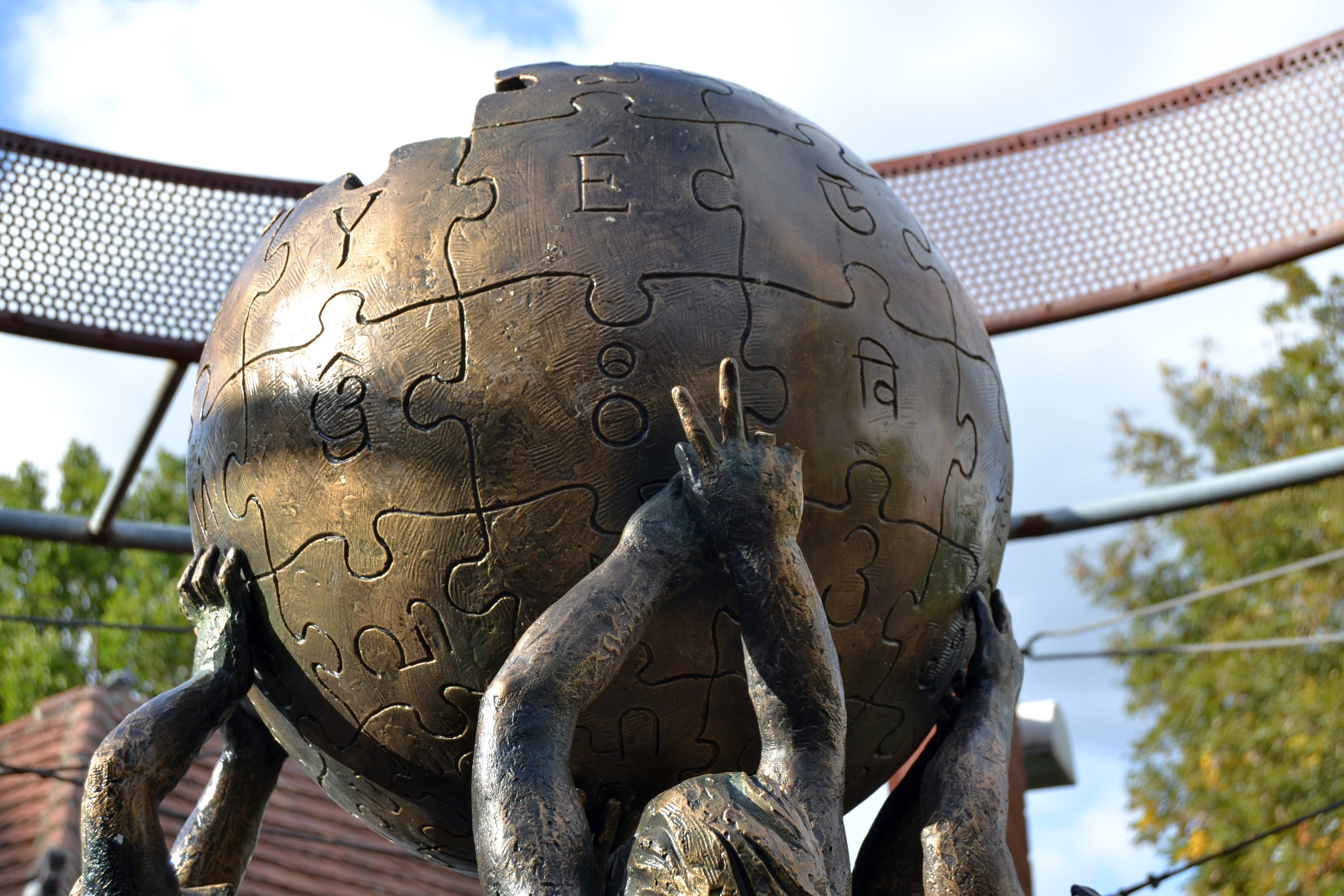
تخریب قابل مشاهده در انگشتان یادبود ، شرایط سپتامبر 2019

## بیانیه‌ای از جیمی ولز
زمانی که در سال ۲۰۰۱ ویکی‌پدیا شروع به کار کرد مجبورم بگویم که من هرگز تصور روزی را نمی‌کردم که یادبودی به افتخار ویکی‌پدیا ساخته شود – ما در مورد یادبودها می‌نویسیم، ما با ایجاد رقابت‌هایی در بین دوستداران ویکی از آن‌ها عکس می‌گیریم، و حال یادبودی برای خودمان داریم. امروز واقعاً روز ویژه و هیجان‌انگیزی است، روزی که من امیدوارم مثل نورافکنی در دل هزاران ویکی‌پدینی بدرخشد که در ویکی‌پدیا ویرایش می‌کنند و آنرا به دانشنامهٔ آزادی که قرار است باشد تبدیل می‌کنند. مشتاقانه منتظر روزی هستم که جهت دیدن یادبودی برای خودم و شاید تعدادی از افراد درگیر پروژه به سوبیتسه بیایم.— جیمی ولز از بنیانگذاران ویکی‌پدیا، در مراسم پرده‌برداری از مجسمه یادبود ویکی‌پدیا